# آندرو
آندرو (روسی: Иоанн Жани Кузнецов؛ زادهٔ ۱۹ ژانویهٔ ۲۰۰۱) موسیقی‌دان اهل اوکراین است.